# Antonios Tsapatakis
Antonios Tsapatakis (en griego: Αντώνιος Τσαπατάκης; 13 de enero de 1988) es un deportista griego que compite en natación adaptada. Ganó dos medallas en los Juegos Paralímpicos de Verano, bronce en Tokio 2020 y plata en París 2024. En 2005, se enlistó en la Policía de Grecia.

## Palmarés internacional
| Juegos Paralímpicos | Juegos Paralímpicos | Juegos Paralímpicos | Juegos Paralímpicos |
| Año                 | Lugar               | Medalla             | Prueba              |
| ------------------- | ------------------- | ------------------- | ------------------- |
| 2020                | Tokio (Japón)       | Medalla de bronce   | 100 m braza SB4     |
| 2024                | París (Francia)     | Medalla de plata    | 100 m braza SB4     |